# Нідернверен
Нідернверен (нім. Niedernwöhren) — громада в Німеччині, розташована в землі Нижня Саксонія. Входить до складу району Шаумбург. Центр об'єднання громад Нідернверен.
Площа — 11,06 км2. Населення становить 2016 ос. (станом на 31 грудня 2021).